# Marianne Sägebrecht
Marianne Sägebrecht (Starnberg, 27 de agosto de 1945) é uma atriz alemã.
Em 1990, Mariane conquistou, no Festival de Veneza, o prêmio de melhor atriz, por seu trabalho em Martha et moi (1991).